# نیکولای بوردیوژا
نیکولای نیکولایویچ بوردیوژا (روسی: Никола́й Никола́евич Бордю́жа)، ژنرال و سیاستمدار روسی زاده ۲۰ اکتبر ۱۹۴۹ در اریول).

## زندگینامه
در سال ۱۹۷۲ از مدرسه نظامی پرم فرماندهی عالی نیروهای موشکی روسیه دانش آموخته شد و بعداً در دوره های اطلاعاتی کاگ‌ب در نووسیبیرسک شرکت کرد.
از سال ۱۹۹۱تا ۱۹۸۹، او رئیس منابع انسانی کاگ‌ب بود و از سال ۱۹۹۸ تا ۱۹۹۲ به عنوان معاون اول و سپس رئیس سرویس مرزبانی فدرال روسیه خدمت کرد.
او در ۷ دسامبر ۱۹۹۸ به عنوان دبیر شورای امنیت فدراسیون روسیه و همچنین رئیس اداره ریاست جمهوری روسیه انتخاب شد .  وی تا ۱۸ مارس ۱۹۹۹ در این سمت خدمت کرد. در این دوره برخی از تحلیلگران او را جانشین احتمالی رئیس جمهور بوریس یلتسین می دانستند.
از سال ۲۰۰۳ تا ۱۹۹۹ ، بوردیوژا به عنوان سفیر روسیه در دانمارک خدمت کرد.
در ۲۸ آوریل ۲۰۰۳، او به عنوان دبیرکل سازمان پیمان امنیت جمعی ، به پیمان نظامی کشورهای مشترک المنافع پیوست.
او دارای درجه سرهنگی است.